# Piano delle Fosse
Piano delle Fosse (detto Chianu d'i fossi) o centro storico Gioia Tauro è un borgo di Gioia Tauro nella Città metropolitana di Reggio Calabria.

## Geografia fisica
Piano delle Fosse si trova nell'entroterra della città di Gioia Tauro, in Calabria. La sua posizione è 23 metri sul livello del mare su un affaccio sul mare Tirreno, ed è situato su uno sperone di roccia.

## Origini del nome
L'etimologia del toponimo "Piano delle Fosse" sembra correlarsi alla topografia della zona e alla presenza storica di fosse sotterranee utilizzate per la conservazione di oli, grano e vino. Il termine "Piano" potrebbe indicare un'area pianeggiante, forse uno sperone di roccia a un'altitudine significativa rispetto al livello del mare. D'altra parte, il termine "Fosse" suggerisce la presenza di buche o cisterne scavate nel terreno. Si ipotizza che durante il periodo di fortificazione del Borgo di Gioia Tauro nel 1500, in risposta alle incursioni barbaresche, fossero state create fosse sotterranee per proteggere i beni alimentari e gli approvvigionamenti della comunità.
Un'altra teoria si basa sul rinvenimento di antiche anfore in terracotta durante i lavori di risanamento. Queste "fosse" risultavano scavate direttamente nella roccia, con diverse profondità e diametri. Si presume che fossero destinate alla conservazione di alimenti e acqua potabile. L'emergere di queste strutture sotto la torre normanna suggerisce una storia ancor più antica, collegata agli antichi empori litoranei dell'epoca romana e greca.

## Storia

### Origini e Fondazione
Il Piano delle Fosse, conosciuto anche come Centro Storico di Gioia Tauro, ha origini antiche, risalenti al periodo angioino nella seconda metà del 1200. Inizialmente noto come "Jhoe," il borgo si sviluppò su uno sperone di roccia.

### Età Spagnola
Nel corso del 1500, durante la dominazione spagnola, il borgo fu fortificato con bastioni e mura di cinta su tre lati e protetto da un ponte levatoio a est. Questa fase vide anche la costruzione di quattro torri di avvistamento, testimoniando la volontà di difendersi dalle incursioni barbaresche.

### Sviluppo Urbano e Fondazione di Geolja
Tra il 1564 e il 1754, il feudo passò ai Grimaldi di Genova, segnando un periodo di sviluppo urbano. Durante questa fase, il borgo divenne un importante centro di produzione agricola e tentò di preservare i raccolti da incursioni e saccheggi. Nel 950 d.C., alcuni abitanti, rimasti sul posto dopo le devastazioni causate dalle incursioni barbaresche, fondarono il borgo di Geolja. Questo nuovo insediamento sorse in una posizione più elevata e asciutta, diventando un punto di riferimento per la comunità locale.

### Rinascita del 1500
Durante il XVI secolo, il Piano delle Fosse attraversò un periodo di rinascita e sviluppo. In seguito alla vittoria degli spagnoli sui francesi nella battaglia sul fiume Metauros (oggi Petrace) nel 1503, Carlo V concesse il feudo al gran capitano Consalvo De Cordova, avviando una nuova fase nella storia della regione.
Con il cambio di proprietà a favore dei De Marinis di Genova e successivamente dei Grimaldi (1564 - 1754), il territorio sperimentò nuove dinamiche sociali ed economiche. L'influenza spagnola, durante questo periodo, stimolò la necessità di difendersi dalle incursioni barbaresche, dando così avvio a un ampio progetto di fortificazione. Bastioni, mura di cinta e torri di avvistamento furono eretti per proteggere il borgo, riflettendo la volontà della comunità di preservare la propria sicurezza e identità.

### Dal XVII secolo ai Giorni Odierni
Le incursioni barbaresche continuarono fino al 1827.
Il territorio riprese a prosperare, mantenendo la sua vocazione agricola. Le fertili terre e il clima favorevole fecero della Piana del Gioia Tauro un luogo ideale per la coltivazione di olivi, che divennero la base economica della regione. Tuttavia, le incursioni e la malaria portarono a uno spopolamento significativo, con molte popolazioni costiere che cercarono rifugio nelle zone collinari.
Le famiglie nobiliari che controllavano il Piano delle Fosse cambiarono nel corso del tempo, passando dai De Cordova ai De Marinis, ai Grimaldi e, successivamente, ai Serra. Il frazionamento delle terre avvenne attraverso matrimoni e successioni ereditarie, determinando cambiamenti nella proprietà e nell'uso del suolo.
Nei secoli XIX e XX, la modernizzazione e dell'urbanizzazione colpirono pure il borgo, grazie alla crescita demografica e lo sviluppo di nuove infrastrutture. La denominazione "Piano delle Fosse" conserva il ricordo delle antiche fosse utilizzate per conservare grano e olio.

## Monumenti e luoghi d'interesse

### Musei

#### Museo Archeologico Metauros
Il Museo Archeologico di Metauros, noto anche come Museo Metauros, è un museo situato al borgo Piano delle fosse, a Gioia Tauro, dedicata alla conservazione e all'esposizione del patrimonio archeologico legato all'antica città di Metauros, fondata dai residenti di Zancle (l'odierna Messina) in collaborazione con Reggio.

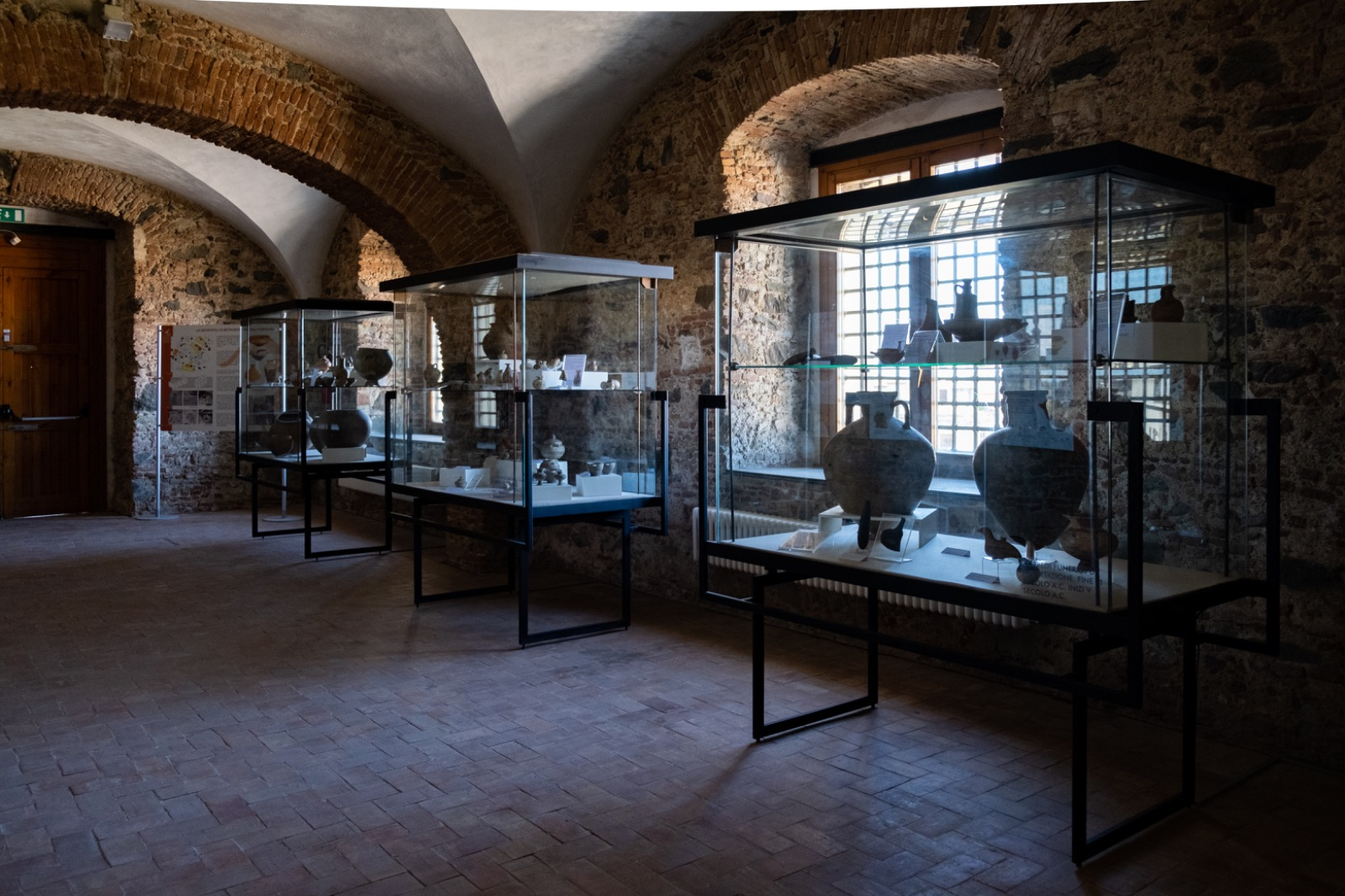
Parti interne del museo

Il museo offre una narrazione dettagliata della storia di Metauros, mettendo in luce le testimonianze archeologiche. Tra queste, un ruolo di rilievo spetta alla grande necropoli arcaica situata in contrada Pietra. Questo sito ha restituito una vasta gamma di reperti, tra cui vasellame e antiche anfore, che attestano il ruolo cruciale della città come punto nodale per il commercio nel Mar Mediterraneo.

### Chiese

#### Chiesa di Sant'Antonio da Padova

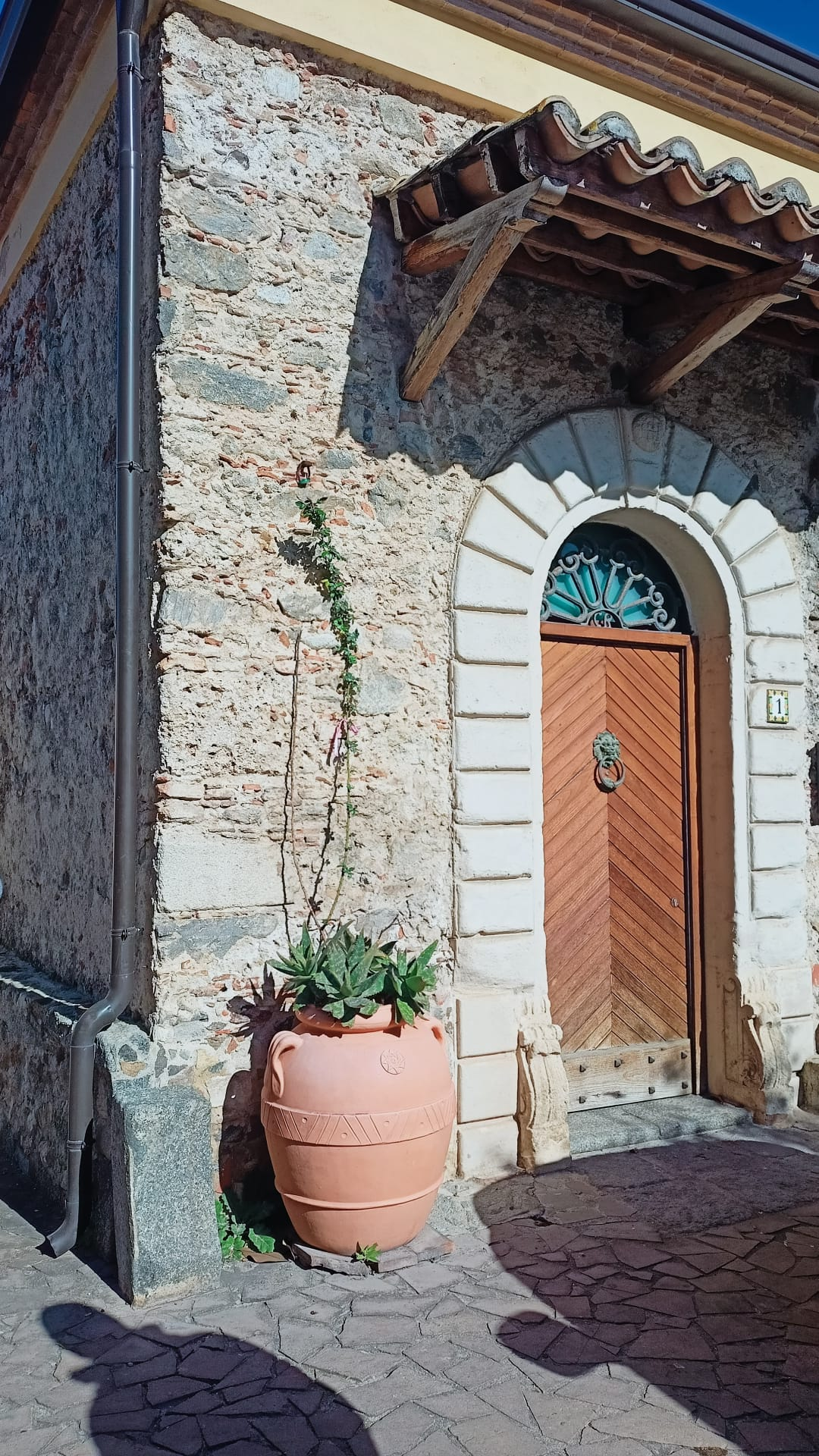
Portale in pietra della vecchia chiesa detta di San Marco o del Ss. Sacramento

La Chiesa di Sant'Antonio da Padova (precedentemente in onore a Sant'Ippolito), eretta nei primi anni del XIX secolo nel borgo Piano delle Fosse, rappresenta il più antico edificio religioso di Gioia Tauro, fungendo per oltre un secolo da fulcro delle attività ecclesiastiche come la "Chiesa Matrice". Tuttavia, il terremoto del 1928 ha causato gravi danni, determinando il crollo di una considerevole parte della torre campanaria.
Nel 1929, è stata intrapresa la costruzione di una nuova e più modesta chiesa, la Chiesa di Sant'Ippolito Martire, completata nel 1931.
Con la consacrazione del Duomo di Sant'Ippolito Martire nel 1933, la Chiesa di Sant'Antonio ha perso il suo status di principale chiesa della città. Situata nel cuore del centro storico di Gioia Tauro, nel borgo Piano delle Fosse, l'accesso alla chiesa avviene attraverso un portone d'ingresso preceduto da una breve scalinata. Una torretta sopraelevata sulla destra al di sopra della stessa si trova una piccolissima Campana che faceva parte del complesso campanario della vecchia chiesa matrice (prima del crollo della vecchia chiesa matrice erano collocate nel vecchio campanile ed erano 5 , dopo il terremoto del 1928 due campane furono collocate sulla torre dell’orologio di Palazzo Baldari, altre due sul nuovo campanile della Chiesa Matrice e una è stata collocata sulla torretta della chiesa di Sant’Antonio) caratterizzata da monofore vetrate, arricchisce l'architettura della chiesa.